# Stephanie Ribeiro
Stephanie Mariana Ribeiro (født 10. juni 1994) er en kvindelig amerikansk fodboldspiller, der spiller angriber for HB Køge i Gjensidige Kvindeligaen.

## Karriere
Hun har tidligere spillet ungdomsfodbold på University of Connecticut i en årrække, samt spillet uofficielle kampe for storholdet Seattle Reign FC, sammen med flere verdensstjerner som Megan Rapinoe, Jess Fishlock, Jodie Taylor og danske Theresa Eslund. Derudover har hun spillet i norske Avaldsnes IL og IK Grand Bodø. Senest havde hun også stor succes i den islandske klub Þróttur Reykjavík.

### HB Køge
I januar 2021, skiftede hun til de storsatsende oprykkere fra HB Køge, på en 16 måneder lang kontrakt. Med klubben vandt hun også det danske mesterskab i 2021, for første gang i klubbens historie. Hun var igennem den halve sæson en vigtig og bærende profil for klubben, hvilket resulterede i 7 mål i 15 kampe.
Direktør for HB Køge Per Rud, udtalte følgende om tilføjelsen af Ribeiro til klubben: “I Stephanie får vi en træfsikker angriber, der har stor erfaring fra både Norge og Island, hvor hun har været garant for at score en masse mål og samtidig være en del af det opbyggende spil, hvor hun spiller en afgørende rolle med en teknisk snilde. Udover at passe ind som spiller, kommer hun med nogle af de værdier, vi gerne vil have hos vores spillere. Hun går ydmygt til opgaven, men lægger samtidig ikke skjul på sine ambitioner om sammen med holdet at nå det højeste niveau muligt”
Ribeiro og klubben blev enige om at stoppe samarbejdet i juli 2021.

## Meritter
- Elitedivisionen
  - Guld: 2020